# مستوى فائق
المستوي الفائق هو مبدأ في الهندسة الرياضية ويعتبر تعميم لأبعاد أعلى من مفهوم المستقيم في الهندسة الإقليدية المستوية والمستوي في الفضاء الثلاثي الأبعاد.
أشهر أنواع المستويات الفائقة هي المستويات الأفينية الفائقة، والمستويات الخطية الفائقة، وأقل شهرة هو المستوي الإسقاطي الفائق.

## أمثلة
- في الفضاء الأحادي البعد (خط مستقيم)، يكون المستوي الفائق هو عبارة عن نقطة، تقسم المستقيم إلى شعاعين.
- في الفضاء الثنائي البعد (مستوي)، يكون المستوي الفائق هو عبارة عن مستقيم يقسم المستوي إلى نصفي مستويين.
- في الفضاء الثلاثي الأبعاد، يكون المستوي الفائق هو عبارة عن مستوي عادي يقسم الفضاء إيى نصفي فضائين.

ومن الممكن تعميم ذات التعاريف السابقة إلى فضاءات ذات أبعاد أعلى.